# Маннинг, Ральф
Ральф Маннинг (англ. Ralph Manning) (1 марта 1949, Торонто, Канада) — канадский библиотечный деятель и преподаватель.

## Биография
Родился 1 марта 1949 года в Канаде. После окончания средней школы один за другим поступил в три университета — Западно-Онтарийский, Карлетонский и Торонтойский. В Западно-Онтарийском университете он преподавал каталогизацию и работал вплоть до 1978 года. В 1978 году был принят на работу в Оттавский университет, где был избран на должность директора технической службы, данную должность он занимал вплоть до 1984 года. В 1984 году был назначен на должность старшего координатора по стандартам там же и работал вплоть до 1992 года. В 1992 году был избран директором отдела каталогизации, но проработав меньше года ушёл с данной должности. В 1993 году был назначен на должность ответственного за национальные библиотечные и информационные программы.

## Награды и премии
- Медаль, посвящённая 125-летию Конфедерации Канады.